# BSアニメ夜話
『BSアニメ夜話』（BSアニメやわ）は、NHK BS2にて放送されたテレビ番組。『BSマンガ夜話』のアニメ版派生番組である。
第8弾以降ハイビジョン制作。

## 概要
アニメに博識な人たちとゲストが、1つのアニメ作品を様々な角度から語り合うトーク番組。
2010年4月より放映されていた『MAG・ネット』には、当番組内のコーナーと類似する内容が含まれていた。『MAG・ネット』も2013年3月をもって終了した。
2009年2月を最後に新作が放送されていなかったが、2025年8月15日にはNHK BSにて復活特番として「アニメ夜話2.0」を放送。

## 番組構成
観点の異なるレギュラー陣による生討論番組のスタイルである『BSマンガ夜話』とは異なり、別日に収録され、作品のキーワードや出演者の「好きなシーン」に沿ったトークを繰り広げた。『BSマンガ夜話』レギュラー陣の一人である岡田斗司夫が出演したほか、作品のファンであるタレントやアニメ関係者、マンガ家などがゲストとして招かれた。取り上げた作品に縁の深い人物が1 - 2人特別ゲストとして登場した。
『マンガ夜話』が「1作家1作品の原則」があるのに対し、宮崎駿、富野由悠季、押井守、庵野秀明、高畑勲等の作家は作品ごとに複数にわたり取り上げられた。

## コーナー
氷川竜介のアニメマエストロ
氷川竜介がアナリストとして登場（本編のトークには参加しない）。主に作画から作品の表現技法やテーマを解説するコーナー。
アニペディア
第8弾より始まったアニメ評論家の藤津亮太によるコーナー。アニメの制作技法を主題にする「アニメマエストロ」に対し、このコーナーは取り上げたアニメの主要スタッフの作品にまつわる発言を取り上げ、その視点からアニメを語る。

## 出演者
司会
- 岡田斗司夫（第1弾 - 第4弾）

第5弾以降はレギュラーパネリストとして出演。『王立宇宙軍 オネアミスの翼』と『トップをねらえ!』では制作側の特別ゲストとして出演。
- 乾貴美子（第1 - 4弾）
- 里匠（NHK広島放送局アナウンサー スペシャル1・第5弾 - 第12弾）
- 中川翔子（第6弾 - スペシャル2）
- 加藤夏希（[第8弾 - 第12弾）
- 喜屋武ちあき（第11弾3日目のみ）
- 岩井勇気（ハライチ 2.0）[3]

コーナー出演
- アニメマエストロ：氷川竜介
第7弾まで毎回出演していたが、「アニペディア」開始に伴いシリーズに1回休み。
- アニペディア：藤津亮太
第8弾から、シリーズに1回出演。

## 放送時間
編成上の都合により、放送時間が繰り下がる場合があった。
- 第1・2弾：23:00 - 24:00
- 第3 - 7弾：23:00 - 23:55
- 第8弾 - 12弾 ：24:00 - 24:55
- 2.0（第1回）：22:00 - 22:45

## 放送リスト
| 回数        | 放送期間             | 取り上げた作品                                                    | 作品監督              |
| ----------- | -------------------- | ----------------------------------------------------------------- | --------------------- |
| 第1弾       | 2004年9月6 - 9日     | 銀河鉄道999（劇場版）                                             | りんたろう            |
| 第1弾       | 2004年9月6 - 9日     | ルパン三世 カリオストロの城                                       | 宮崎駿                |
| 第1弾       | 2004年9月6 - 9日     | あしたのジョー                                                    | 出崎統                |
| 第1弾       | 2004年9月6 - 9日     | カードキャプターさくら                                            | 浅香守生              |
| 第2弾       | 2004年10月25 - 28日  | 機動警察パトレイバー（劇場版）                                    | 押井守                |
| 第2弾       | 2004年10月25 - 28日  | アルプスの少女ハイジ                                              | 高畑勲                |
| 第2弾       | 2004年10月25 - 28日  | ふしぎの海のナディア                                              | 庵野秀明 （総監督）   |
| 第2弾       | 2004年10月25 - 28日  | 機動戦士ガンダム                                                  | 富野由悠季            |
| 第3弾       | 2005年3月28 - 30日   | 新世紀エヴァンゲリオン                                            | 庵野秀明              |
| 第3弾       | 2005年3月28 - 30日   | 映画クレヨンしんちゃん オトナ帝国の逆襲                           | 原恵一                |
| 第3弾       | 2005年3月28 - 30日   | 新造人間キャシャーン                                              | 笹川ひろし            |
| 第4弾       | 2005年6月27 - 29日   | 未来少年コナン                                                    | 宮崎駿                |
| 第4弾       | 2005年6月27 - 29日   | 劇場版 エースをねらえ!                                            | 出崎統                |
| 第4弾       | 2005年6月27 - 29日   | 超時空要塞マクロス 愛・おぼえていますか                           | 石黒昇 河森正治       |
| スペシャル1 | 2005年8月19日        | まるごと!機動戦士ガンダム                                         |                       |
| 第5弾       | 2005年10月24 - 26日  | ほしのこえ                                                        | 新海誠                |
| 第5弾       | 2005年10月24 - 26日  | 劇場版 少女革命ウテナ～アドゥレセンス黙示録                       | 幾原邦彦              |
| 第5弾       | 2005年10月24 - 26日  | うる星やつら（TVシリーズ）                                        | 押井守 やまざきかずお |
| 第6弾       | 2006年5月2 - 4日     | ヤッターマン                                                      | 笹川ひろし （総監督） |
| 第6弾       | 2006年5月2 - 4日     | 王立宇宙軍 オネアミスの翼                                         | 山賀博之              |
| 第6弾       | 2006年5月2 - 4日     | イノセンス                                                        | 押井守                |
| 第7弾       | 2006年8月7 - 10日    | 千年女優                                                          | 今敏                  |
| 第7弾       | 2006年8月7 - 10日    | 勇者ライディーン                                                  | 富野由悠季 長浜忠夫   |
| 第7弾       | 2006年8月7 - 10日    | 鋼の錬金術師                                                      | 水島精二              |
| 第7弾       | 2006年8月7 - 10日    | 番外編 アニメの時間よ永遠に〜脚本家辻真先・1500本のテレビアニメ〜 |                       |
| スペシャル2 | 2007年3月27 - 31日   | とことん!あしたのジョー                                           |                       |
| 第8弾       | 2007年6月25 - 28日   | 母をたずねて三千里                                                | 高畑勲                |
| 第8弾       | 2007年6月25 - 28日   | 装甲騎兵ボトムズ                                                  | 高橋良輔              |
| 第8弾       | 2007年6月25 - 28日   | 時をかける少女                                                    | 細田守                |
| 第8弾       | 2007年6月25 - 28日   | 番外編 精霊の守り人                                               | 神山健治              |
| 特別版      | 2007年8月11日        | うる星やつら2 ビューティフル・ドリーマー                          | 押井守                |
| 第9弾       | 2007年9月25 - 27日   | ど根性ガエル                                                      | 岡部英二 長浜忠夫     |
| 第9弾       | 2007年9月25 - 27日   | 銀河鉄道の夜                                                      | 杉井ギサブロー        |
| 第9弾       | 2007年9月25 - 27日   | カウボーイビバップ（TVシリーズ）                                  | 渡辺信一郎            |
| 第10弾      | 2008年3月17 - 19日   | 今日からマ王!                                                     | 西村純二              |
| 第10弾      | 2008年3月17 - 19日   | トップをねらえ!                                                   | 庵野秀明              |
| 第10弾      | 2008年3月17 - 19日   | 伝説巨神イデオン                                                  | 富野由悠季            |
| スペシャル3 | 2008年7月28 - 31日   | とことん!ルパン三世                                               |                       |
| 第11弾      | 2008年11月4日 - 6日  | 電脳コイル                                                        | 磯光雄                |
| 第11弾      | 2008年11月4日 - 6日  | ガンバの冒険                                                      | 出崎統                |
| 第11弾      | 2008年11月4日 - 6日  | 劇場版・天元突破グレンラガン 紅蓮篇                               | 今石洋之              |
| 第12弾      | 2009年2月24日 - 26日 | ジャイアントロボ THE ANIMATION -地球が静止する日                  | 今川泰宏              |
| 第12弾      | 2009年2月24日 - 26日 | 海のトリトン                                                      | 富野喜幸              |
| 第12弾      | 2009年2月24日 - 26日 | 攻殻機動隊 STAND ALONE COMPLEX                                    | 神山健治              |
| 2.0         | 2025年8月15日        | 進撃の巨人                                                        | 林祐一郎              |

## 関連書籍
『マンガ夜話』同様、キネマ旬報社から当番組のムック本が刊行された。
- Vol.1：『ルパン三世 カリオストロの城』
- Vol.2：『機動戦士ガンダム』
- Vol.3：『機動警察パトレイバー』
- Vol.4：『超時空要塞マクロス 愛・おぼえていますか』
- Vol.5：『クレヨンしんちゃん 嵐を呼ぶ!モーレツオトナ帝国の逆襲』
- vol.6：『タイムボカンシリーズ ヤッターマン』
- vol.7：『アルプスの少女ハイジ』
- vol.8：『鋼の錬金術師』
- vol.9：『時をかける少女』

## 備考
番組の題字は島本和彦が担当。